# Schottische Badmintonmeisterschaft 1965
Die Schottische Badmintonmeisterschaft 1965 fand in Edinburgh statt. Es war die 44. Austragung der nationalen Meisterschaften von Schottland im Badminton.

## Titelträger
| Disziplin    | Sieger                         |
| ------------ | ------------------------------ |
| Herreneinzel | Robert McCoig                  |
| Dameneinzel  | Muriel Ferguson                |
| Herrendoppel | Robert McCoig Frank Shannon    |
| Damendoppel  | Catherine Dunglison Wilma Reid |
| Mixed        | Robert McCoig Wilma Reid       |